# کانه

کانه یا کانو برای تخت کردن سطح پل لازم است که فرورفتگی موجود در پشت طاق یا مابین طاق‌ها و ردی پایه‌ها به گونه‌ای پر شود که فشار وارده بر پایه‌ها را به حداقل برساند و جلوی رانش طاق‌ها را بگیرد. به همین جهت، بر روی پایه‌ها و اغلب عمود بر آنها دهلیزهایی ساخته می‌شد که به عنوان ان کانه یا کانو می‌گویند. 
در پل‌های دورهٔ اسلامی که دارای پایه‌های کوتاهتر هستند این دهلیزها نقش مهمی در افزایش مقطع جریان آب در هنگام سیلابها و طغیان رودخانه‌ها ایفا می‌کنند. کنوها به دوصورت احداث می‌شدند: یکی کنوهای پنهان که از دو طرف مسدود بوده‌اند و دیگری کنوهای اشکار که یا یک طبقه‌اند، مانند اکثر پل‌ها یا دو طبقه‌اند، مانند پل کول در بندرعباس و پل میربهاءالدین در زنجان.